# قصر القاسم (الأفلاج)
قصر آل قاسم، هي قرية من فئة (ب) تقع في محافظة الأفلاج، والتابعة لمنطقة الرياض في السعودية. ويبعد قصر آل قاسم عن محافظة الأفلاج بمسافة تقارب (7) كم.